# Stewartstown (Pennsylvanie)
Pour les articles homonymes, voir Stewartstown.
Stewartstown est un borough situé au sud du comté de York, en Pennsylvanie, aux États-Unis,. En 2010, il comptait une population de 2 089 habitants, estimée au 1er juillet 2020 à 2 241 habitants. Le borough est fondé en 1767 et incorporé en 1851.

## Démographie
Lors du recensement de 2010, le borough comptait une population de 2 089 habitants. Elle est estimée, en 2020, à 2 241 habitants.